# Epidichostates molossus
Epidichostates molossus là một loài bọ cánh cứng trong họ Cerambycidae.